# María Álvarez (directora)
María Álvarez (Buenos Aires) es una escritora y directora argentina. 

## Biografía
Nacida en Buenos Aires estudió la especialidad de guion en la Escuela Nacional de Experimentación y Realización Cinematográfica (ENERC). En 2002 trabajó como asistenta de dirección en la película Imagining Argentina dirigida por Christopher Hampton.
Su primera experiencia detrás de cámaras como directora fue en una serie de ocho capítulos llamada El Banco (2010), un mix entre documental y ficción en parte rodado en el viejo edificio del Banco Nación e interpretado por los propios empleados, que jamás se exhibió.
Álvarez viaja con frecuencia a España.
En 2016 escribió “Quémese antes de leerse”, obra de teatro ganadora del Segundo Premio Fray Luis de León a la creación literaria "por ser una obra llena de poesía y humanidad que habla de los conflictos de conciencia dentro de la vida emocional que las situaciones familiares generan en nosotros, y de las esperanzas creadas en unos personajes aprisionados en su propio pasado."
En 2017 con el documental Las cinéphilas filmada en Buenos Aires, Montevideo y Madrid, en el que la cámara acompañaba a un grupo de señoras enamoradas del cine en su travesía por salas de revisión y algún que otro festival, inició una trilogía sobre el paso del tiempo y el arte. Siguió con El tiempo perdido (2020) en homenaje al cine y la obra de Proust y la cofradía de los lectores vitales a los que llegó a partir de Norma, una de las protagonistas de Las cinéphilas y Las cercanas (2021) un documental que se centra en la vida de dos hermanas mellizas de 91 años, Isabel y Amelia Cavallini que fueron pianistas famosas en los 60. se estrenó en España en el Festival Internacional de Cine de Gijón de 2021donde ganó el premio a la mejor dirección FICX59 y en el Festival Internacional de Mar del Plata.

## Premios y reconocimientos
- 2016 Segundo Premio Fray Luis de León a la creación literaria por el texto Quémese antes de leerse
- 2017 Premio del público en el BAFICI con Las cinéphilas.[4]
- 2021 Premio FIPRESCI a la mejor dirección del FICX 59 por Las cercanas.[10][11]
- 2022 Premio a la mejor película de la Competencia Argentina en el Festival de Mar del Plata por Las cercanas[12]

## Filmografía
- El Banco (2010) serie documental

- Tres moscas a medida (2016) España. Animación con Elisa Morais.
- Las cinéphilas (2017) Argentina. Documental.
- Vida de mierda (2018) España. Corto.
- El tiempo perdido (2020) Argentina. Documental.
- Las cercanas (2021) Argentina. Documental

## Publicaciones
- “Quémese antes de leerse” (2016) Obra de teatro ganadora del Segundo Premio Fray Luis de León a la creación literaria